# معرفت‌شناسی اصلاح‌شده
معرفت‌شناسی اصلاح شده (به انگلیسی: reformed Epistemology) موضعی در معرفت‌شناسی دینی است که بر اساس آن، باور به خدا می‌تواند به عنوان عقیده‌ای پایه لحاظ شود. این دیدگاه در مقابل دیدگاه قرینه‌گرایی است.

## تاریخچه
یکی از پرسش‌های مهم در رمانتیسیزم این بود که آیا اعتقاد دینی قابل توجیه عقلانی هست یا نه. با توجه به این پرسش، برخی از کسانی که در کالج کالوین تدریس می‌کردند و به ژان کالون و دیگر متفکران الهیات اصلاح شده نظر می‌کرده‌اند این نوع معرفت‌شناسی را به راه انداختند. این نوع معرفت‌شناسی از یک سو بر باور به خدا به همان معنایی که در ادیان ابراهیمی مطرح می‌شود تکیه می‌کند و از سوی دیگر بر این نکته که باور به خدا می‌تواند به عنوان عقیده‌ای پایه مورد نظر قرار گیرد. از طرفداران این نظریه می‌توان به کسانی همچون الوین پلانتینگا، ویلیام آلستون و نیکلاس ولترستروف اشاره کرد.
این بحث متمرکز بر این موضوع است که آیا استدلال و قرینه کافی برای وجود خداوند محقق هست. از یک سو براهینی برای اثبات وجود خداوند وجود دارند همانند سه برهان سنتی کیهان شناختی، وجود شناختی و غایت شناختی و از سوی دیگر با مطرح شدن برهان استدلال احتمالاتی از طریق شر، براهین سه‌گانه سنتی قوت و استجام خود را از دست دادند. حال سؤال اصلی این است که کدام یک از این براهین قوت بیشتری دارند و کدام را می‌توان بر دیگر ترجیح داد. اگر براهین دال بر اثبات وجود خداوند استحکام و قوت بیشتری بر براهین ضد وجود خداوند دارند لذا باور به خداوند موجه است.

## مبانی
در معرفت‌شناسی اصلاح شده این فرض به کناری گذاشته می‌شود که باور با خدا بایستی بر اساس قضایای پایه‌ای دیگر موجه و عقلانی شود. به بیان ساده این نوع معرفت‌شناسی باور به خدا در کنار دیگر قضایای پایه در معرفت‌شناسی به عنوان یک قضیهٔ پایه شناخته می‌شود. همان گونه که پلانتینگا استدلال می‌کند باورها بدون قرینه تأیید روشنگر تضمین شده‌اند به شرطی که باور(۱) پایه‌ای باشند و (۲) در مقابل اعتراضات مشهور قابل دفاع باشند.